# دراون
دراون (به هلندی: Drouwen) یک منطقهٔ مسکونی در هلند است که در بورخر-ادورن واقع شده‌است. دراون ۷۳ کیلومتر مربع مساحت و ۴۳۰ نفر جمعیت دارد.